# Cactus
Cactus – amerykańska supergrupa muzyczna wykonująca hard rock.

## Historia
Na założony w 1969 roku zespół złożyła się sekcja rytmiczna Vanilla Fudge: Tim Bogert i Carmine Appice, były gitarzysta zespołu Mitcha Rydera oraz Buddy Miles' Express, oraz wokalista Rusty Day, wcześniej członek The Amboy Dukes. W 1971 roku skład powiększono o klawiszowca Duane’a Hitchingsa. W tym samym roku grupę opuścili wokalista i gitarzysta, którzy zasilili szeregi zespołu Detroid. Zastąpili ich Peter French (Atomic Rooster, Leaf Hound) i Werner Fritzsching. Po nagraniu jednego albumu w nowym składzie zespół opuściła dotychczasowa sekcja rytmiczna by zawiązać z Jeffem Beckiem supergrupę Beck, Bogert & Appice. W 2006 roku Appice, Bogert i McCarty znowu spotkali się i z wokalistą Savoy Brown Jimmym Kunesem nagrali płytę Cactus V oraz dali kilka koncertów w lecie 2006 roku. Utworzony przez klawiszowca Duane’a Hitchingsa w 1973 roku The New Cactus Band nie miał nic, poza nawiązaniem do nazwy, wspólnego z oryginalną grupą.
W okresie działalności Cactus nie wydał ani jednej płyty koncertowej. Jedyne nagrania koncertowe znalazły się na ostatniej płycie – 'Ot 'N' Sweaty – oraz na wydawnictwie The First Great Rock Festivals Of The Seventies będącym zapisem koncertów z festiwali na wyspie White (Isle of Wight Festival) oraz w Atlancie (Atlanta International Pop Festival). Dopiero po ponad 30 latach wydane zostały płyty koncertowe. Podwójne wydawnictwo z roku 2004 jest zapisem koncertu z Memphis z 19 grudnia 1971 uzupełnionym koncertowymi nagraniami z ostatniej płyty, nagraniami ze wspomnianego festiwalu na Wyspie White, z klubu Gilligana w Nowym Jorku oraz z festiwalu "Mar Y Sol Pop Festival" w Puerto Rico z 1972 roku. Z kolei dwupłytowy album z 2007 roku to zapis koncertu z klubu Gilligana w Nowym Jorku z 26 czerwca 1971 roku. Z tego samego roku pochodzą nagrania z płyty Ultra Sonic Boogie 1971 które zostały zarejestrowane podczas koncertu dla niewielkiego grona znajomych w studiu Ultra Sonic w Nowym Jorku na potrzeby lokalnej stacji radiowej.

## Dyskografia
- Cactus (1970)
- One Way... Or Another (1971)
- Restrictions (1971)
- 'Ot And Sweaty (1972)
- Fully Unleashed: The Live Gigs (2004)
- Cactus V (2006)
- Fully Unleashed: The Live Gigs Vol. II (2007)
- Ultra Sonic Boogie 1971 (2010)
- Black Dawn (2016)